# العلاقات الغابونية البالاوية
العلاقات الغابونية البالاوية هي العلاقات الثنائية التي تجمع بين الغابون وبالاو.

## مقارنة بين البلدين
هذه مقارنة عامة ومرجعية للدولتين:
| وجه المقارنة                                              | الغابون                        | بالاو                         |
| --------------------------------------------------------- | ------------------------------ | ----------------------------- |
| المساحة (كم2)                                             | 267.67 ألف                     | 465                           |
| عدد السكان (نسمة)                                         | 2.03 مليون                     | 21.73 ألف                     |
| الكثافة السكانية (ن./كم²)                                 | 7.58                           | 4.67 ألف                      |
| العاصمة                                                   | ليبرفيل                        | نغيرولمود، كورور              |
| اللغة الرسمية                                             | لغة فرنسية                     | لغة إنجليزية، اللغة البالاوية |
| العملة                                                    | فرنك وسط أفريقي                | دولار أمريكي                  |
| الناتج المحلي الإجمالي (بليون دولار)                      | 14.62 مليار                    | 291.54 مليون                  |
| الناتج المحلي الإجمالي (تعادل القوة الشرائية) بليون دولار | 34.65 مليار                    | 326.12 مليون                  |
| الناتج المحلي الإجمالي الاسمي للفرد دولار أمريكي          | 8.27 ألف                       | 13.50 ألف                     |
| الناتج المحلي الإجمالي للفرد دولار أمريكي                 | 19.43 ألف                      | 14.76 ألف                     |
| مؤشر التنمية البشرية                                      | 0.684                          | 0.780                         |
| رمز المكالمات الدولي                                      | +241                           | +680                          |
| رمز الإنترنت                                              | .ga                            | .pw                           |
| المنطقة الزمنية                                           | ت ع م+01:00، توقيت غرب أفريقيا | ت ع م+09:00                   |

## منظمات دولية مشتركة
يشترك البلدان في عضوية مجموعة من المنظمات الدولية، منها:
| علم المنظمة | اسم المنظمة                                 | تاريخ انضمام الغابون | تاريخ انضمام بالاو |
| ----------- | ------------------------------------------- | -------------------- | ------------------ |
|             | مجموعة دول أفريقيا والكاريبي والمحيط الهادئ | ?                    | ?                  |
|             | مؤسسة التنمية الدولية                       | 4 نوفمبر 1963        | 16 ديسمبر 1997     |
|             | الأمم المتحدة                               | 20 سبتمبر 1960       | 15 ديسمبر 1994     |
|             | البنك الدولي للإنشاء والتعمير               | 10 سبتمبر 1963       | 16 ديسمبر 1997     |
|             | منظمة حظر الأسلحة الكيميائية                | ?                    | ?                  |
|             | مؤسسة التمويل الدولية                       | 20 أكتوبر 1970       | 16 ديسمبر 1997     |
|             | وكالة ضمان الاستثمار متعدد الأطراف          | 26 مارس 2003         | 16 ديسمبر 1997     |
|             | يونسكو                                      | 16 نوفمبر 1960       | 20 سبتمبر 1999     |